# 内藤弘春
内藤 弘春（ないとう ひろはる、? - 文亀2年11月27日（1502年））は、室町時代後期の武将。周防・長門の守護大名大内氏の家老として代々長門守護代を務める内藤氏の当主。父は盛世、兄に武盛・弘矩、子に興盛・貞種がいる。官途は掃部頭、掃部助。法名統昌。

## 生涯
明応4年（1495年）讒言を信じた大内義興により、兄の弘矩とその子弘和が誅殺されたため、急遽家督を継ぐことになる。明応6年（1497年）義興の下で長門守護代となる。
文亀元年（1501年）、前将軍足利義尹を匿う義興を討つため治罰の綸旨が出され、それを受けた少弐資元、大友親治・義親父子らが豊前馬ヶ岳城を攻めた際には、義興の命を受け、救援のため豊前に出陣。大友親子を破った合戦に参加している。
翌文亀2年（1502年）に没した時は、義興の肝煎りで先代弘矩の娘を妻に迎えていた嫡子の興盛が家督を継いだ。